# Peter Semolič
Peter Semolič, slovenski pesnik in prevajalec, * 1. februar 1967, Ljubljana.
Semolič je študiral splošno jezikoslovje in sociologijo kulture na Filozofski fakulteti v Ljubljani; od 1991 je samostojni kulturni delavec. Semolič je eden najizrazitejših avtorjev slovenske poezije devetdesetih let 20. stoletja. Pesmi piše po lastnih izkustvih, v njegovih pesmih pride tudi do alegorizacije. Glavna tematska poudarka njegove poezije sta eksistencialna refleksija in spraševanje o smislu pesništva v moderni dobi.
Leta 1988 je prejel nagrado Kristal Vilenice, 1997 Jenkovo nagrado in 2001 še nagrado Prešernovega sklada. Leta 2016 je prejel čašo nesmrtnosti.